# میخائیل زلاتکوفسکی
میخائیل زلاتکوفسکی (Mikhail Zlatkovsky, Михаил Златковский) از کاریکاتوریست‌های برجستهٔ جهان است.
او در ۲۱ اوت ۱۹۴۴ در روسیه به دنیا آمد. دکترای فیزیک هسته‌ای خود را در سال 1986 از دانشگاه ملی روسیه گرفت .
اوّلین کاریکاتور او در سال 1951 در یک روزنامه محلّی به چاپ رسید، میخائیل در یک نظرسنجی توسّط گاهنامه ویتی‌ورد به عنوان بهترین کاریکاتوریست جهان در سال 1994 انتخاب شد، که باعث مهاجرت او به کشور آمریکا شد، که پس از 6 سال مجدداً به کشور خود بازگشت و در دانشگاه دولتی مسکو مشغول به تدریس این هنر شد.
میخائیل عاشق کارهای کاستونف روسی و توپور فرانسوی است. به نظر او کاریکاتور یک زبان بین‌المللی است برای ابراز نظرات فکری و فلسفی. او تا به حال بیش از 165 جایزه بین‌المللی و 50 جایزه ویژه را از آن خود کرده‌است و بارها داوری نمایشگاه‌های کاریکاتور را برعهده داشته‌است .
- فهرست کاریکاتوریست‌ها

## منبع
دنیای کارتون و کاریکاتور (برداشت آزاد با ذکر منبع)